# 近藤重信
近藤 重信（こんどう しげのぶ、寛永14年（1637年） - 元禄6年11月3日（1693年11月29日））は江戸時代の旗本。
旗本近藤重直の長男。正室は北条氏重の娘。子に堀親常（飯田藩主・堀親貞の養子）、政徳がいる。通称は主税、織部。幼名は百千代。 
慶安元年（1648年）6月10日、将軍・徳川家光に拝謁し、天和2年（1682年）5月29日に家督相続した際、信濃国伊那郡5,000石の内、弟の重興に700石を分知する。元禄6年（1693年）没。享年57。法名は一栄。